# کفر شمس
کفر شمس (به عربی: کفر شمس) یک منطقهٔ مسکونی در سوریه است که در Al-Sanamayn District واقع شده‌است.

## خصوصیات
کفر شمس ۱۲٬۴۳۵ نفر جمعیت دارد و ۸۰۰ متر بالاتر از سطح دریا واقع شده‌است.